# Jefferson County (West Virginia)
Jefferson County ist ein County im Bundesstaat West Virginia der Vereinigten Staaten. Der Verwaltungssitz (County Seat) ist Charles Town. Das U.S. Census Bureau hat bei der Volkszählung 2020 eine Einwohnerzahl von 57.701 ermittelt.

## Geographie
Das County liegt in der äußersten nordöstlichen Ecke von West Virginia, grenzt im Süden und Südosten an Virginia, im Osten und Nordosten an Maryland und hat eine Fläche von 548 Quadratkilometern, wovon fünf Quadratkilometer Wasserfläche sind. Es grenzt im Uhrzeigersinn an folgende Countys: Washington County (Maryland), Loudoun County (Virginia), Clarke County (Virginia) und Berkeley County.

## Geschichte
Jefferson County wurde am 8. Januar 1801 aus Teilen des Berkeley County gebildet. Benannt wurde es nach Thomas Jefferson, dem dritten Präsidenten der Vereinigten Staaten.

## Demografische Daten

Alterspyramide des Jefferson County

Nach der Volkszählung im Jahr 2000 lebten im Jefferson County 42.190 Menschen in 16.165 Haushalten und 11.315 Familien. Die Bevölkerungsdichte betrug 78 Einwohner pro Quadratkilometer. Ethnisch betrachtet setzte sich die Bevölkerung zusammen aus 91,02 Prozent Weißen, 6,09 Prozent Afroamerikanern, 0,60 Prozent amerikanischen Ureinwohnern, 0,00 Prozent Asiaten, 0,04 Prozent Bewohnern aus dem pazifischen Inselraum und 0,60 Prozent aus anderen ethnischen Gruppen; 1,37 Prozent stammten von zwei oder mehr Ethnien ab. 1,74 Prozent der Bevölkerung waren spanischer oder lateinamerikanischer Abstammung.
Von den 16.165 Haushalten hatten 31,9 Prozent Kinder und Jugendliche unter 18 Jahre, die bei ihnen lebten. 55,9 Prozent waren verheiratete, zusammenlebende Paare, 10,0 Prozent waren allein erziehende Mütter, 30,0 Prozent waren keine Familien, 23,2 Prozent waren Singlehaushalte und in 8,5 Prozent lebten Menschen im Alter von 65 Jahren oder darüber. Die Durchschnittshaushaltsgröße betrug 2,54 und die durchschnittliche Familiengröße lag bei 2,99 Personen.
Auf das gesamte County bezogen setzte sich die Bevölkerung zusammen aus 23,9 Prozent Einwohnern unter 18 Jahren, 10,0 Prozent zwischen 18 und 24 Jahren, 29,9 Prozent zwischen 25 und 44 Jahren, 25,1 Prozent zwischen 45 und 64 Jahren und 11,2 Prozent waren 65 Jahre alt oder darüber. Das Durchschnittsalter betrug 37 Jahre. Auf 100 weibliche Personen kamen 97,9 männliche Personen. Auf 100 Frauen im Alter von 18 Jahren oder darüber kamen statistisch 95,4 Männer.

Das jährliche Durchschnittseinkommen eines Haushalts betrug 44.374 USD, das Durchschnittseinkommen der Familien betrug 51.351 USD. Männer hatten ein Durchschnittseinkommen von 35.235 USD, Frauen 26.531 USD. Das Prokopfeinkommen betrug 20.441 USD. 7,2 Prozent der Familien und 10,3 Prozent der Bevölkerung lebten unterhalb der Armutsgrenze. Davon waren 11,4 Prozent Kinder oder Jugendliche unter 18 Jahre und 9,4 Prozent waren Menschen über 65 Jahre.